# Martin Fraisl
Martin Fraisl (* 10. Mai 1993 in Wolfsbach) ist ein österreichischer Fußballtorwart.

## Karriere

### Verein
Fraisl begann seine Karriere bei der SU Wolfsbach. Nachdem er beim USC Seitenstetten und beim SV Sierning gespielt hatte, wechselte er 2013 zum Wiener Sportklub. 2014 wechselte er zum Bundesligisten SC Wiener Neustadt, blieb jedoch noch ein Jahr beim Sportklub. Nach dem Leih-Ende waren jedoch die Niederösterreicher in die zweite Liga abgestiegen. Sein Profidebüt gab er am ersten Spieltag der Saison 2015/16 gegen den SC Austria Lustenau. Im Jänner 2016 wechselte er zum Ligakonkurrenten Floridsdorfer AC. Er unterschrieb einen Vertrag bis Saisonende.
Im Mai 2018 erzielte der Torwart seinen ersten Treffer in der zweithöchsten Spielklasse, als er am 34. Spieltag der Saison 2017/18 gegen die Kapfenberger SV in der Nachspielzeit das Tor zum 3:3-Endstand erzielte.
Nach der Saison 2017/18 verließ er den FAC und nahm am VdF-Camp teil. Im Juli 2018 wechselte er nach Rumänien zum Erstligisten FC Botoșani und wurde am Saisonende mit dem Verein Tabellenachter.
Zur Saison 2019/20 sicherte sich der deutsche Zweitligist SV Sandhausen, bei dem er einen bis Juni 2022 laufenden Vertrag erhielt, die Dienste des Torhüters. Bei Sandhausen konnte er sich prompt durchsetzen und verpasste kein einziges Saisonspiel. Lediglich am letzten Spieltag verpasste er seine einzige Saisonminute, als er gegen den Hamburger SV in der 89. Minute durch Rick Wulle ersetzt wurde, damit dieser noch zu einem Saisoneinsatz kam.
Die Saison 2020/21 begann er als Stammtorhüter beim SV Sandhausen, verlor seinen Stammplatz jedoch am elften Spieltag an Rick Wulle. Am 21. Dezember 2020 wurde Fraisl nach einem Vorfall in der Vorbereitung für das Spiel gegen Holstein Kiel mit sofortiger Wirkung freigestellt. Eine Woche später wurde schließlich auch sein Vertrag beim SV Sandhausen aufgelöst. Daraufhin wechselte er im Jänner 2021 in die Niederlande zum Erstligisten ADO Den Haag. In Den Haag kam er zu 15 Einsätzen in der Eredivisie, aus der der Klub zu Saisonende allerdings abstieg. Daraufhin verließ er den Verein nach einem halben Jahr wieder.
Zur Saison 2021/22 wechselte Fraisl ein zweites Mal nach Deutschland und schloss sich dem Bundesliga-Absteiger FC Schalke 04 an, bei dem er einen bis Juni 2022 laufenden Vertrag erhielt. Er war dort neben Ralf Fährmann und seinem Landsmann Michael Langer dritter Torwart im Kader. Auf Schalke konnte er sich ab September 2021 dauerhaft gegen Fährmann durchsetzen (Langer war zu jenem Zeitpunkt ohnehin verletzt) und war bis Saisonende Stammtorhüter der Königsblauen. Für Schalke kam er zu 26 Einsätzen in der 2. Bundesliga und stieg mit dem Klub zu Saisonende als Zweitligameister in die Bundesliga auf. Dennoch wurde sein auslaufender Vertrag nicht verlängert, womit er Gelsenkirchen nach der Saison 2021/22 verließ.
Ende August 2022 schloss sich Fraisl vor dem 6. Spieltag der Saison 2022/23 dem Bundesliga-Absteiger Arminia Bielefeld an. Der Verein reagierte damit auch auf die Verletzung der bisherigen „Nummer 1“ Stefanos Kapino. Für die Arminia absolvierte er 29 Partien in der 2. Bundesliga, aus der das Team allerdings abstieg. Daraufhin verließ er Bielefeld nach der Saison 2022/23 wieder.
Im August 2023 wechselte Fraisl anschließend nach Dänemark zum Erstligisten FC Midtjylland, bei dem er einen bis 2025 laufenden Vertrag unterschrieb. Insgesamt kam er in der Saison 2023/24 zu sieben Einsätzen in der Superliga, mit Midtjylland wurde er Meister. Zur Saison 2024/25 wechselte er nach Portugal zum Zweitligisten CD Mafra.

### Nationalmannschaft
Fraisl wurde im Mai 2022 erstmals in den Kader der österreichischen Nationalmannschaft berufen.

## Erfolge
FC Schalke 04
- Deutscher Zweitligameister: 2022

## Privates
Wie sein persönliches Vorbild, der Skirennfahrer Hermann Maier, fuhr Fraisl selbst lang Ski und kam mit 16 Jahren erst recht spät zum Fußball. Er hat erfolgreich seine Matura-Prüfungen abgelegt und studiert neben seiner Tätigkeit als Profifußballer Sportmanagement. Seit 2020 ist er Vater einer Tochter, und seit Juli 2022 Vater eines Sohnes.